# Little Ossipee River
Der Little Ossipee River ist ein rechter Nebenfluss des Saco River im Südwesten des US-Bundesstaats Maine.
Er bildet den Abfluss des Balch Pond unweit der Grenze zu New Hampshire. Von dort fließt er in überwiegend ostnordöstlicher Richtung durch den York County. Er durchfließt den Shapleigh Pond und im Anschluss den Ort North Shapleigh. Er durchfließt den Ort Newfield sowie kurz darauf den künstlichen See Lake Arrowhead. Danach wendet er sich nach Norden und mündet östlich von Limington in den Saco River. Der Little Ossipee River hat eine Länge von 54 km. Sein Einzugsgebiet umfasst 486 km².